# Cape St. George (kaap in Canada)
Cape St. George is een kaap van het eiland Newfoundland in de Canadese provincie Newfoundland en Labrador.

## Geografie
Cape St. George is het westelijkste punt van Port au Port, een schiereiland aan de westkust van het eiland Newfoundland. De kaap geeft het noordelijke uiteinde aan van St. George's Bay, een grote zijbaai van de Saint Lawrencebaai. Het is de op een na westelijkste kaap van Newfoundland, na de verder zuidwaarts gelegen Cape Anguille.
De kaap maakt deel uit van de gemeente met dezelfde naam en is gelegen nabij het eindpunt van provinciale route 460. Tezamen met de erg rotsachtige kust in de directe omgeving ervan maakt Cape St. George deel uit van Boutte du Cap Park.

## Galerij

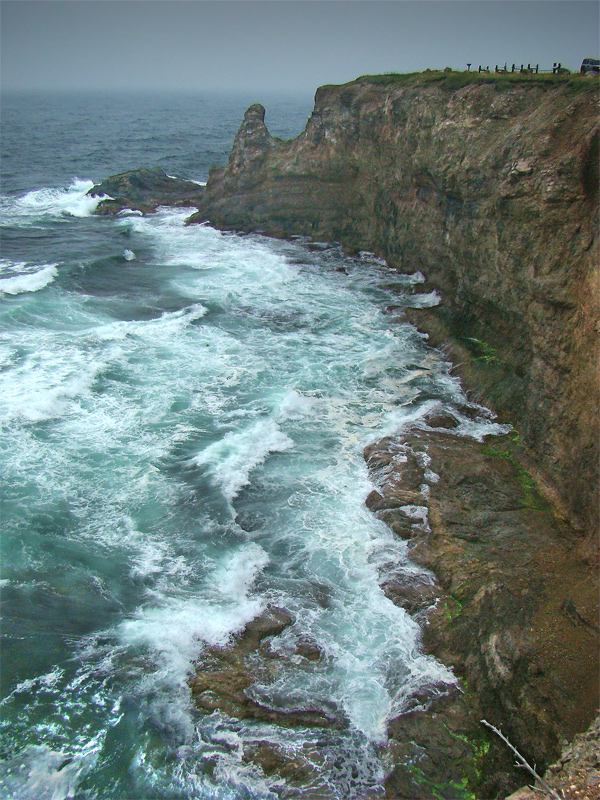
Zicht op Cape St. George
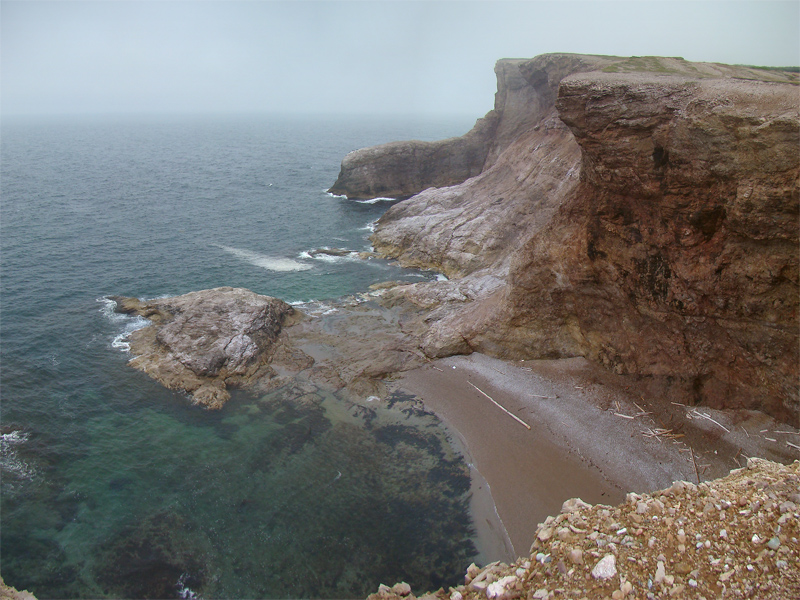
Close-up van een gedeelte van de kaap